# Rafael Barberán Domínguez
Rafael Barberán Domínguez  (Barcelona, 6 de mayo de 1939), más conocido por el pseudónimo de Ralph Barby, aunque también ha utilizado  Gim West, es un escritor español. Bajo el pseudónimo de Ralph Barby estaba también su esposa, Àngels Gimeno, también escritora, con la que compartía la tarea.
La lista total de los libros publicados por Barby cuenta con más de un millar de títulos y más de quince millones de ejemplares vendidos sólo en español, a los que habría que sumar otros tres millones en portugués. 

## Biografía
Rafael Barberán Domínguez nació el 6 de mayo de 1939 en Barcelona, hijo de un sargento administrativo de un hospital de la República, que sería recluido en un campo de concentración. Estudió Química y trabajó en una empresa estadounidense. En un club de ajedrez conoció a su esposa Àngels Gimeno, que era secretaria en la empresa de aviación española. Un grave problema de visión en las máculas del ojo, limita su visión central, y le hizo perder el trabajo. Decidió reinventarse y se dedicó a la literatura con la ayuda de su esposa, quien le enseñó a escribir a máquina, y revisa y pule sus obras. Logró vender su primera novela en 1964.

## Obra
Empezó publicando novelas bélicas y del oeste en las colecciones de las editoriales Ferma y Toray, aunque su éxito llegó poco después con las novelas de ciencia ficción y terror que publicó en las colecciones de la editorial Bruguera, con la que firmó un contrato de exclusividad que duró más de dos décadas. 
Estrechamente vinculado a la Editorial Bruguera, forma parte de los escritores de la Literatura popular española, junto con otros autores como Corín Tellado, Marcial Lafuente Estefanía, Lou Carrigan o Silver Kane. Personajes atrayentes, acción directa y un trasfondo de denuncia social son las características principales de sus historias, narradas con gran soltura y rebosantes de imaginación. 
Una de sus novelas del oeste, Cinco mil dólares de recompensa, fue llevada al cine en 1974 por el director mexicano Jorge Fons.
Con el cierre de Bruguera, a mediados de los años ochenta, Rafael Barberán y su mujer crearon su propia editorial, Ediciones Olimpic. Con ella publicaron numerosas novelas del oeste y de terror. 
Entre sus últimas publicaciones se encuentran:
- Diversas novelas y libros de ensayo en Editorial Portilla en Miami, Estados Unidos.
- Varias novelas publicadas en Editorial “Lady Valkyrie”, Estados Unidos
- 20 audio-libros dramatizados en la Editorial SONOLIBRO de Málaga, Spain.
- El relato “FERRON” publicado en la Antología RELATOS INSÓLITOS de Editorial ARCONTE.
- “La Baronesa”, novela cumbre que forma parte de una “duología” con "El trono para una monja", publicadas por la Editorial Séptimo Sello,Barcelona.

"Sala de disección", editada por Grupo Tierra Trivium, abril de 2019. Compendio de veinticuatro relatos.
También ha publicado diversos artículos en la prensa española.
Incluido en la Antología del cuento Español, por la Universidad de Lincoln-Nebraska, Estados Unidos.
Numerosas novelas de Ralph Barby y de Ángels Gimeno están grabadas en audio en la Biblioteca del Congreso de Washington D. C. y distribuidas a diversas bibliotecas en USA.

### Novelas de ciencia ficción
Las indicadas con (R) son reediciones.

#### Colección La conquista del espacio
3.- Supervivencia
6.- Planeta rebelde
12.- El canje
16.- Un minuto en la cuarta dimensión
27.- Los hijos de las tinieblas
41.- Las momias
53.- ¡Devorados! 
63.- Ío, satélite de castigo
91.- Agonía de un planeta
102.- El invasor errante
113.- El planeta tenebroso
125.- Los hijos de Selene
132.- Robots en el pantano
138.- El último reducto
149.- Guerrilleros del espacio
164.- La Bella Durmiente del espacio
195.- Las esporas malignas
203.- El más astuto de los terrícolas
216.- El gran robo sideral
220.- Invasores invisibles
240.- Las muñecas robiónicas
245.- El día que no salió el Sol
248.- El acuario
259.- El maldito y podrido planeta
282.- La guerra de los sexos
286.- Comisario espacial
292.- La era de genes control
302.- Harén de terrícolas
308.- La noche de los tiempos
320.- La granja
327.- Kamikaze espacial
334.- La nube cósmica
347.- El gigante sideral
373.- Un minuto en la cuarta dimensión (R) 
380.- Los hermafroditas
383.- El poder de los robiónicos
389.- Supervivencia (R) 
394.- S. O. S. galáctico
401.- Aventureros en el planetoide
406.- La locura de Selene
412.- ¡A la cama, terrícola! 
415.- Investigador privado siglo XXII
421.- Rapto en la galaxia
426.- Pánico entre las raptadas
430.- El gladiador galáctico
436.- El enigma del microcosmos
439.- Astucia terrícola
445.- La llamada del cosmos
447.- Sangre verde
449.- La ambición del terrícola Snock
455.- Caos sin futuro
458.- Meteoritos invasores
462.- Cautivo de las hembras Leax
464.- El monstruo del planeta negro
466.- Esclavos del loco
468.- La diosa que llegó de las estrellas
469.- La muerte helada
477.- La patada sideral
482.- El gángster de la galaxia
493.- Tierra calcinada
500.- Compro momias siderales
505.- Robo en el planeta salvaje
508.- Colmillos en la galaxia
514.- La diosa humanoide
519.- Planeta sin ley
526.- La esfinge cometa
530.- Cazando insectos en el planeta Okón
535.- La trampa de los androides
541.- El planeta del holocausto atómico
547.- La superbomba
553.- Ha muerto Nong-2
557.- El ojo galáctico
565.- Piratas espaciales
567.- Apocalipsis en el planeta Istrión
575.- El poder en las sombras
582.- Los cerebros ectoplásmicos
589.- Guerra entre los dioses
600.- Hay que pintar a los invasores
610.- No somos dioses
617.- Metralla espacial
624.- El zoo espacial
630.- Los módulos mortíferos
635.- Infiltrados
638.- ¡Jo, que pequeñitos! 
643.- Enigmas de destrucción
652.- Cercados en el planeta amarillo
659.- Los hijos de las tinieblas (R) 
664.- El canje (R) 
676.- Alternativa Planeta Tres
685.- Un minuto en la cuarta dimensión (R) 
689.- Planeta rebelde (R)
693.- ¡Devorados! (R) 
696.- Los hijos de Selene (R) 
704.- Proyecto liberación
708.- Las momias (R) 
712.- Los malditos seres de Gogón
713.- La caída del dios Urdung
715.- Ío, satélite de castigo (R) 
716.- Agonía de un planeta (R) 
718.- Los androides no sangran
720.- Robots en el pantano (R) 
724.- El planeta tenebroso (R) 
726.- Extranjero espacial
728.- El invasor errante (R) 
731.- La nube cósmica (R) 
740.- El último reducto (R) 
742.- El dragón volador
744.- Guerrillero del espacio

#### Colección Héroes del espacio
5.- Sangre terrícola en el planeta 4
38.- La transmutación del traidor
73.- Miedo al supercrack
124.- Socios galácticos
179.- Trajes survival
197.- Supervivencia (R) 
221.- Y llegó de entre las estrellas
232.- Oasis de esclavas
240.- Las esporas malignas (R) 
242.- Odisea de fugados
244.- El más astuto de los terrícolas (R)  

#### Colección La conquista del espacio Extra
6.- Os ofrezco el Big-Bang
8.- Más allá del genocidio
12.- Fugados sin futuro
22.- Los hijos del inmortal
28.- El retorno de los black-men 

### Novelas de fantasía-terror gótico

#### Novelas de terror
Colección: “Escalofríos de Terror” Ediciones Olimpic SL
1. El espíritu nunca muere
2. Hija del satanismo
3. Mato, luego existo
4. El diablo de Nôtre Dame
5. La leyenda de Aimee
6. Peligroso viaje astral
7. El ascensor está libre
8. El aullido de la bestia
9. Nasciturus
10. La jugada final
11. Poderes de la mente
12. Shock
13. La orgía del caserón
14. Residencia de castigo
15. El protegido
16. La carta astral
17. La sangre exige un precio
18. Reloj parado
19. La mariposa de la muerte
20. Sangre “B” negativo
21. La perra encadenada
22. Entre sábanas
23. Macabra colección
24. Noche de máscaras
25. El estanque
26. Necromancia
27. Las sádicas doncellas
28. El bastardo
29. Doctor diabólico
30. Lágrimas calcinadas
31. Los gatos de circe
32. Profanación
33. Un pájaro llamado Leonard
34. Querido muñeco
35. Mis amigos los muertos
36. El viejo y la ninfa
37. La gaviota caníbal

Viaje al horror (200 págs.)
Todas las novelas reseñadas a continuación fueron editadas en la colección Selección Terror – 
Editorial Bruguera, salvo las “Extra” que forman parte de la Selección Terror Extra (el paginado era doble).
- 8     El Monasterio perdido
- 12  Y surgieron de la niebla
- 14   Revividos
- 30   La mansión de los pantanos
- 42   El lama negro
- 47   Le llamaban el diabólico
- 51   Las sádicas doncellas
- 97   El circo
- 106   El pacto con Locki
- 120   La orgía del caserón
- 128   El alquimista de la serpiente ciega
- 162   Las llaves del diablo
- 167   Ofelia
- 173   Foto-Sex
- 176   Broma de carnaval
- 189   Pensión de París
- 200   Yo compré un castillo
- 205   El protegido
- 234   Súplicas en la cripta
- 237   Maullidos en la noche
- 239   El monasterio perdido
- 243   La sangre exige su precio
- 246   Han llegado los espectros
- 255   El estanque
- 258   Macabra colección
- 269   La mariposa de la muerte
- 287   Torturadas
- 294   Locura en la madrugada
- 297   La perra encadenada
- 302   La discoteca macabra
- 307   Las orgías de la gaviota caníbal
- 311   El archipiélago del horror
- 320   Mis amigos los muertos
- 328   Un pájaro llamado Leonard
- 329   Acosada por Satán
- 330   La noche es de los zombis
- 332   La hija del bosque
- 335   Los colmillos del reptil
- 338   La protegida del espectro
- 340   El templo de mármol
- 342   La esfera de vidrio
- 348   Profesor de espiritismo
- 351   Ritual de alucinados
- 356   La aldea muerta
- 365    Las maravillas de ultratumba
- 367   El rapto del alucinado
- 380   Los juegos de Abigail
- 383   Tengo miedo, ayúdame
- 384   El pozo de las maldiciones
- 397   Regresa a tu sepulcro
- 400   El osario de la urbanización
- 405   El escribano de Yama
- 414   Crepúsculo rojo
- 419   El tren de los muertos vivientes
- 425   Alguien pintó el mal
- 430   La Venus de los cuernos de luna
- 427   La tragedia de la metempsicosis
- 456   El pavoroso amante de Vivie
- 463   El espíritu de la zíngara
- 468   Macabra inmortalidad
- 473   ¿Quién será el próximo?
- 481   Flores para una tumba vacía

	Viaje al horror – (Selec.Terror Extra n.º 2)
- 510   Granja de malditos
- 524   La calavera invocada

	Bufones sangrantes (Extra, n.º 11)
- 528   El lama negro

	Cartas a los espíritus de los muertos (Extra, n.º 20)
- 535   …Y surgieron de la niebla
- 537   Olvidados

	Más allá del miedo (Extra, n.º 26)
- 547   Pensión de París
- 550   Yo compré un castillo
- 555   Broma de carnaval
- 557   Las espiritistas de Modern City
- 559   Foto-Sex
- 563   El monasterio perdido
- 570   Ocultos tras la publicidad

	Seminario de ciencias ocultas (Extra, n.º 30)
- 572   Ofelia
- 586   El fuego y las mariposas
- 589   Las llaves del diablo
- 591   Escogidas para el ceremonial
- 595   Roja y diabólica
- 598   El alquimista de la serpiente ciega
- 601   El pacto con Locki
- 606   Incorrupta
- 609   Oui-ja para recordar
- 611    El Circo
- 614   La mansión de los pantanos
- 616   Revividos

## Premios recibidos
Premio Internacional de Valladolid.
Hucha de Plata
Sant Joan- ONCE-CATALUNYA
Premio Roc Boronat- relato -ONCE-Catalunya
Premio en Prosa - Roc Boronat ONCE-Catalunya